# Letni Puchar Kontynentalny w skokach narciarskich 2008
Letni Puchar Kontynentalny w skokach narciarskich 2008 – 7. edycja Letniego Pucharu Kontynentalnego, która rozpoczęła się 4 lipca 2008 w Velenje, a zakończyła 12 października 2008 w Falun.

## Kalendarz i wyniki
| Lp.                                                                           | Data                                                                          | Miejscowość                                                                   | HS                                                                            | 1. miejsce        | 2. miejsce        | 3. miejsce                 |
| ----------------------------------------------------------------------------- | ----------------------------------------------------------------------------- | ----------------------------------------------------------------------------- | ----------------------------------------------------------------------------- | ----------------- | ----------------- | -------------------------- |
| 1.                                                                            | 4 lipca 2008                                                                  | Velenje                                                                       | HS-94                                                                         | Primož Pikl       | Robert Hrgota     | Lukáš Hlava                |
| 2.                                                                            | 5 lipca 2008                                                                  | Velenje                                                                       | HS-94                                                                         | Pascal Bodmer     | Jure Šinkovec     | Primož Pikl                |
| 3.                                                                            | 6 lipca 2008                                                                  | Kranj                                                                         | HS-109                                                                        | Maciej Kot        | Stefan Hula       | Primož Pikl                |
| 4.                                                                            | 13 września 2008                                                              | Lillehammer                                                                   | HS-138                                                                        | Severin Freund    | Markus Eggenhofer | Daniel Lackner             |
| 5.                                                                            | 14 września 2008                                                              | Lillehammer                                                                   | HS-138                                                                        | Andreas Vilberg   | Daniel Lackner    | Markus Eggenhofer          |
| 6.                                                                            | 20 września 2008                                                              | Villach                                                                       | HS-98                                                                         | Manuel Fettner    | Wolfgang Loitzl   | Nicolas Fettner            |
| 7.                                                                            | 21 września 2008                                                              | Villach                                                                       | HS-98                                                                         | Markus Eggenhofer | Wolfgang Loitzl   | Manuel Fettner Primož Pikl |
| 8.                                                                            | 26 września 2008                                                              | Oberstdorf                                                                    | HS-137                                                                        | Felix Schoft      | Wolfgang Loitzl   | Severin Freund             |
| 9.                                                                            | 27 września 2008                                                              | Oberstdorf                                                                    | HS-137                                                                        | Jakub Janda       | Markus Eggenhofer | Severin Freund             |
| 10.                                                                           | 11 października 2008                                                          | Falun                                                                         | HS-98                                                                         | Daniel Lackner    | Severin Freund    | Jörg Ritzerfeld            |
| 11.                                                                           | 12 października 2008                                                          | Falun                                                                         | HS-98                                                                         | Daniel Lackner    | Danny Queck       | Christian Ulmer            |
| Letni Puchar Kontynentalny w skokach narciarskich 2008 – klasyfikacja końcowa | Letni Puchar Kontynentalny w skokach narciarskich 2008 – klasyfikacja końcowa | Letni Puchar Kontynentalny w skokach narciarskich 2008 – klasyfikacja końcowa | Letni Puchar Kontynentalny w skokach narciarskich 2008 – klasyfikacja końcowa | Daniel Lackner    | Markus Eggenhofer | Severin Freund             |

## Klasyfikacja generalna
| Źródło  | Źródło            | Źródło |
| Miejsce | Zawodnik          | Punkty |
| ------- | ----------------- | ------ |
| 1.      | Daniel Lackner    | 459    |
| 2.      | Markus Eggenhofer | 457    |
| 3.      | Severin Freund    | 393    |
| 4.      | Manuel Fettner    | 361    |
| 5.      | Primož Pikl       | 316    |
| 6.      | Wolfgang Loitzl   | 285    |
| 7.      | Nicolas Fettner   | 269    |
| 8.      | Pascal Bodmer     | 213    |
| 9.      | Julian Musiol     | 203    |
| 10.     | Jakub Janda       | 182    |
| ...     |                   |        |